# Sempron

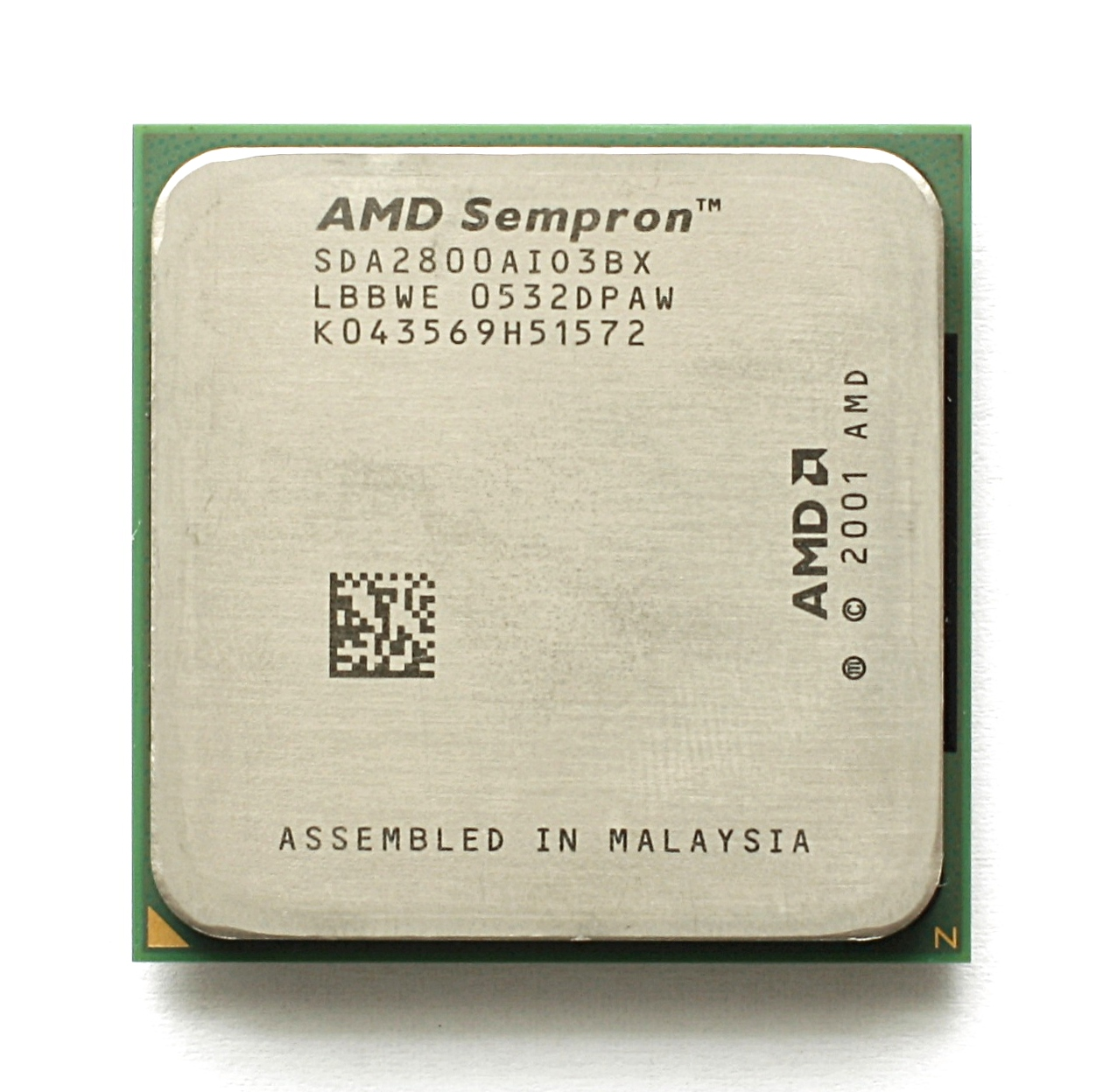
AMD Sempron

Sempron is een serie microprocessoren van AMD. De reeks werd geïntroduceerd in 2004 als de budgetprocessor voor alledaags gebruik. Het vervangt daarmee de oudere lijn budgetprocessoren genaamd Duron.